# 레오나르도 우요아
호세 레오나르도 우요아(스페인어: José Leonardo Ulloa, 1986년 7월 26일 ~ )는 아르헨티나의 전 축구 선수로, 과거 스트라이커로 뛰었다.